# Marieninsel (Hannover)
Die Marieninsel in Hannover war im 19. Jahrhundert eine zum Park mit Restauration und Freilichttheater umgewandelte Insel zwischen der Calenberger Neustadt und der Glocksee.

## Geschichte

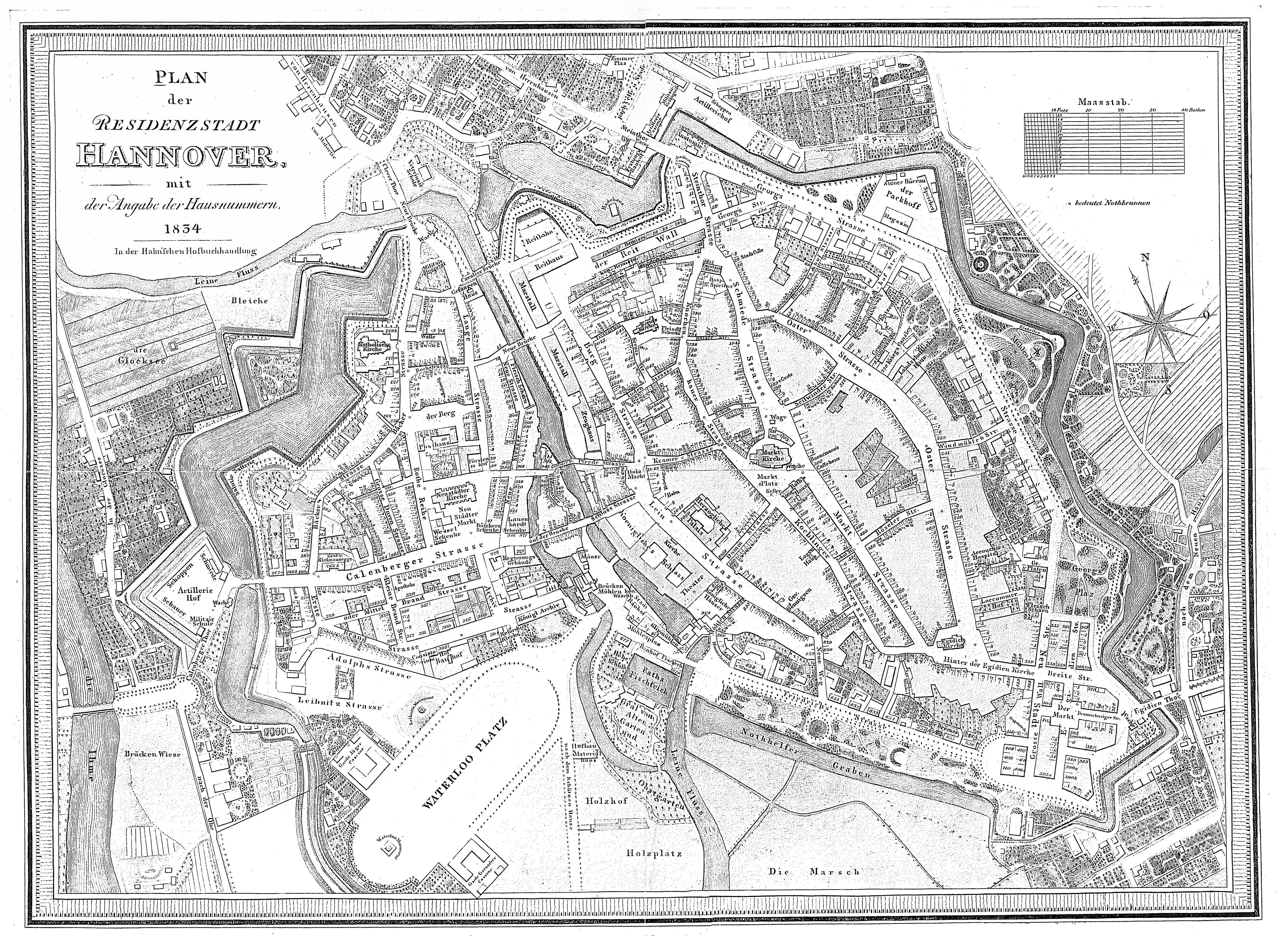
Stadtplan Hannover 1834; auf dem nordwestlichen Ravelin, westlich der katholischen Clemenskirche liegt der spätere Standort der Marieninsel
Verlag Hahn’sche Hofbuchhandlung

Die Gastwirtschaft mit Garten wurde auf dem Rest des ehemaligen Glocksee-Ravelins im Festungsgraben der Stadtbefestigung Hannovers. Zuvor hatte hier die Artillerieschule ihren Übungsort, bevor ihre Lehrer wie Carl Friedrich Gauß etwa an die 1831 neu gegründete Höhere Gewerbeschule wechselten (Vorläuferin der heutigen Gottfried Wilhelm Leibniz Universität Hannover).
So konnte auf der ehemaligen Verteidigungsanlage die Restauration Marieninsel angelegt werden, die ihren Namen zu Ehren der hannoverschen Kronprinzessin Marie erhielt. Im Park wurde ein Badehaus eingerichtet, eine Kegelbahn und ein Freilichttheater mit drei Rängen, in dem ab 1847 auf Opernaufführungen dargeboten wurden.
Nach der Schlacht bei Langensalza im Deutschen Krieg und dem Ende des Königreichs Hannover wurden ab 1866 auch die letzten Reste der ehemaligen Artilleriekaserne rund um die Marieninsel abgebrochen. Doch erst nach der Eingemeindung der Glocksee 1869 verschwanden auch die letzten Reste des ehemaligen Stadtgrabens „rund“ um Hannover und der Ravelin des ehemaligen Artilleriehofes: 1870 erwarb die Stadt Hannover die Marieninsel vom Fiskus, der Wassergraben im Westen der Stadt als letzter Teil der ehemaligen Stadtbefestigung Hannovers wurde zugeschüttet, und so entstanden darüber ab 1870 die zeitgleich angelegten Straßenzüge Humboldtstraße und Goethestraße in Richtung Goetheplatz.
Die Restauration ging schließlich 1874 ein.